# Liste von Metadatenformaten
Dies ist eine Aufstellung von Datenformaten für Metadaten. Bei einigen davon handelt es sich genau genommen um Datenmodelle, die in verschiedenen ineinander überführbaren Formaten ausgedrückt werden können.
- BibTeX – Bibliografien in LaTeX-Dokumenten
- Categories for the Description of Works of Art (CDWA) – Beschreibung von Objekten der Kunst und Kultur; CDWA Lite ist eine als XML-Schema formalisierte Anwendung dazu
- Data Documentation Initiative (DDI), Standard für die Beschreibung von sozialwissenschaftlichen Daten
- Dublin Core, Beschreibung von Dokumenten und anderen Objekten im Internet
- Encoded Archival Context (EAC) – Beschreibung von Provenienzen
- Encoded Archival Description (EAD) – Beschreibung von Archivgut
- Exchangeable Image File Format (Exif) für technische Zusatzinformationen in Bilddateien von Digitalkameras
- FGDC (Federal Geographic Data Committee), ISO 19115 – Geodaten
- ID3-Tags geben Auskunft über die Metadaten von MP3-Dateien
- IPTC-IIM-Standard – Textinformationen in Bilddateien
- LOM (Learning Object Metadata) – für Beschreibungen von Lernobjekten
- Lightweight Information Describing Objects (LIDO) – Harvestingformat zur Weitergabe von Objektdaten aus Museen
- MARC, MAB, MODS – Bibliothekarische Austauschformate
- Metadata Encoding and Transmission Standard (METS)
- Meta Object Facility (MOF)
- MPEG-7, MPEG-21
- NISO Metadata for Images in XML (MIX) – technische Zusatzinformationen für Bilddateien
- ONIX – bibliografische Daten im herstellenden und verbreitenden Buchhandel
- PREMIS – Preservation Metadata: Implementation Strategie – beschreibt Metadaten für die Langzeitarchivierung in Archiven.
- Resource Description Framework (RDF) – syntaktischer Standard des W3C zur Beschreibung von Webressourcen
- SDMX – Statistical Data and Metadata eXchange
- VRA Core (Visual Resources Association) – Visuelle Objekte (Bilder, Filme, Gegenstände…)
- XBMF Exchange Binary Broadcast and Metadata Format
- Extensible Metadata Platform (XMP)
- ICY Metadaten des ICECAST streamingservers (aka radiotext)

Metadatenformate hängen in der Regel eng mit einem entsprechenden Regelwerk zusammen, das bestimmt, wie die einzelnen Datenfelder zu benutzen sind. Je nach Formalisierungsgrad können einige Regeln auch Bestandteil des Formates sein, beispielsweise bei sogenannten Ontologien in der Informatik.